# Caça furtiva

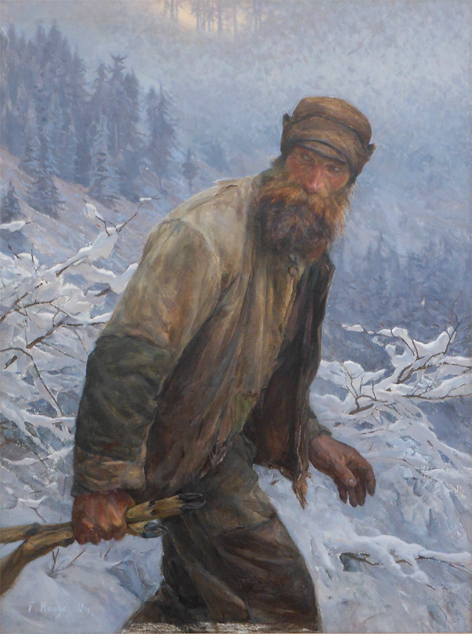
El caçador furtiu de Frédéric Rouge (1867–1950)

La caça il·legal o caça furtiva és la caça o la pesca il·legal d'animals salvatges, generalment associada a vedat o a dret de propietat.
Des de la dècada del 1980, el terme "caça furtiva" també s'ha utilitzat per referir-se a la recol·lecció il·legal de plantes silvestres. En termes agrícoles, el terme "caça furtiva" també s'aplica a la pèrdua de sòls o herba per l'acció nociva de les potes del bestiar, que pot afectar la disponibilitat de terres productives, la contaminació de l'aigua a causa de l'augment de l'escolament i problemes de benestar del bestiar. Robar bestiar, com ara la caça de bestiar, es classifica com a robatori en lloc de caça furtiva.
L'Objectiu de Desenvolupament Sostenible número 15 de les Nacions Unides consagra l'ús sostenible de tota la vida silvestre. Té com a objectiu prendre mesures per combatre la caça furtiva i el tràfic d'espècies protegides de flora i fauna per garantir la seva disponibilitat per a les generacions presents i futures.

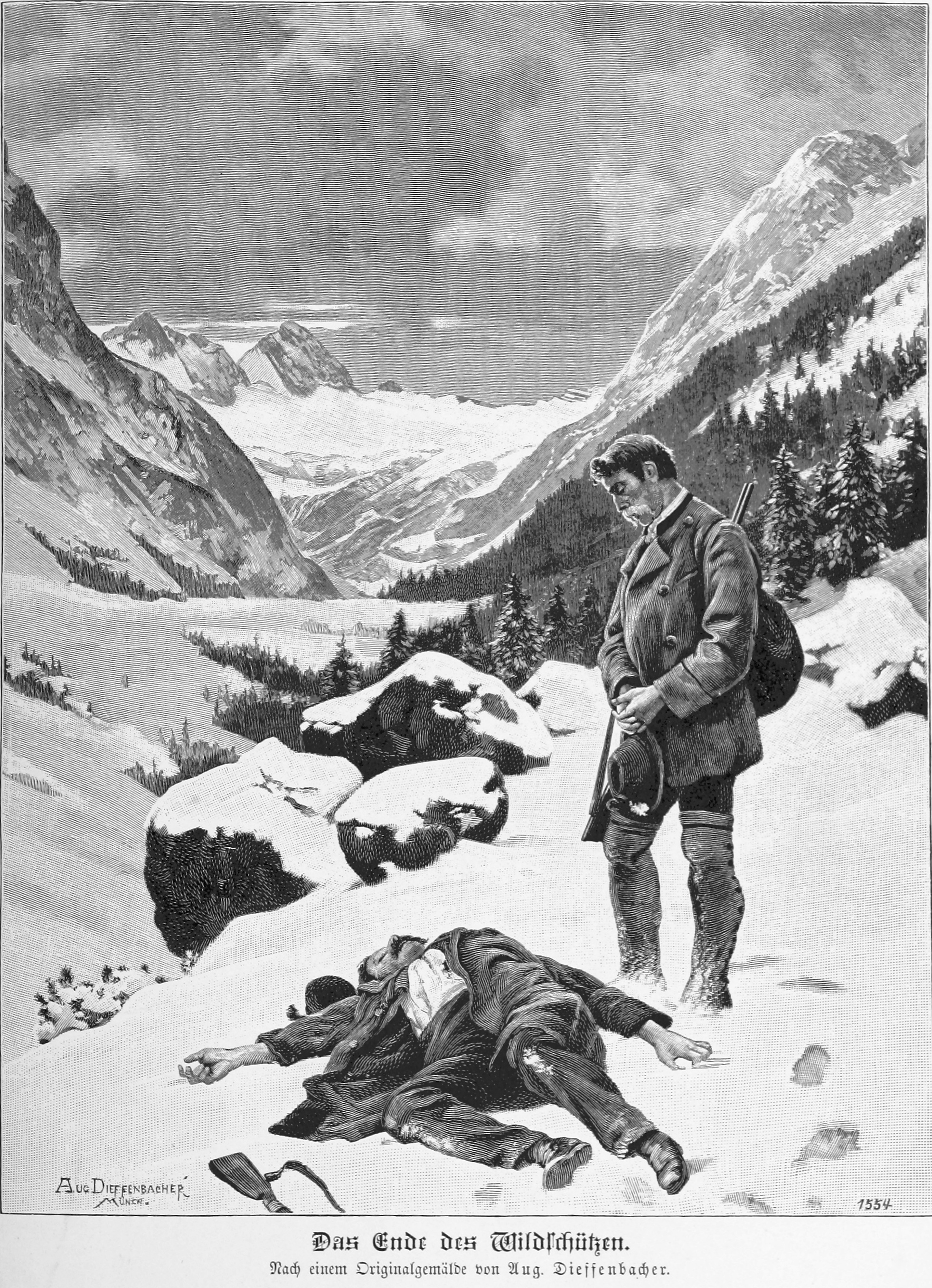
Fi del caçador furtiu, il·lustració basada en una pintura d'August Dieffenbacher, 1894

Segons l'Encyclopædia Britannica, la caça furtiva era duta a terme per camperols empobrits amb finalitat de subsistència i per a obtenir una suplement a la seva dieta minsa. La caça furtiva es realitzava també contra els privilegis de cacera de la noblesa i dels governants territorials. Per contrast, robar animals domèstics (per exemple ramat) era classificat com a robatori i no com a caça furtiva.
Pot ser il·legal per diferents motius:
- La caça o pesca fora de temporada
- El caçador no té permís
- L'arma utilitzada és una arma il·legal per a la caça de l'animal[11]
- L'animal o la planta es troba en una àrea restringida
- Algú reclama el dret a caçar aquest animal
- S'utilitzen mitjans il·legals (com ara trampes, reflectors o explosius)[12]
- L'organisme és protegit per lleis, o ha estat llistat com a espècie en perill d'extinció o amenaçada[11][13]
- L'animal o la planta ha estat marcat per un recercador

Es calcula que el tràfic de vida silvestre il·legal és d'almenys 10.000 milions de dòlars a l'any.

## Aspectes legals

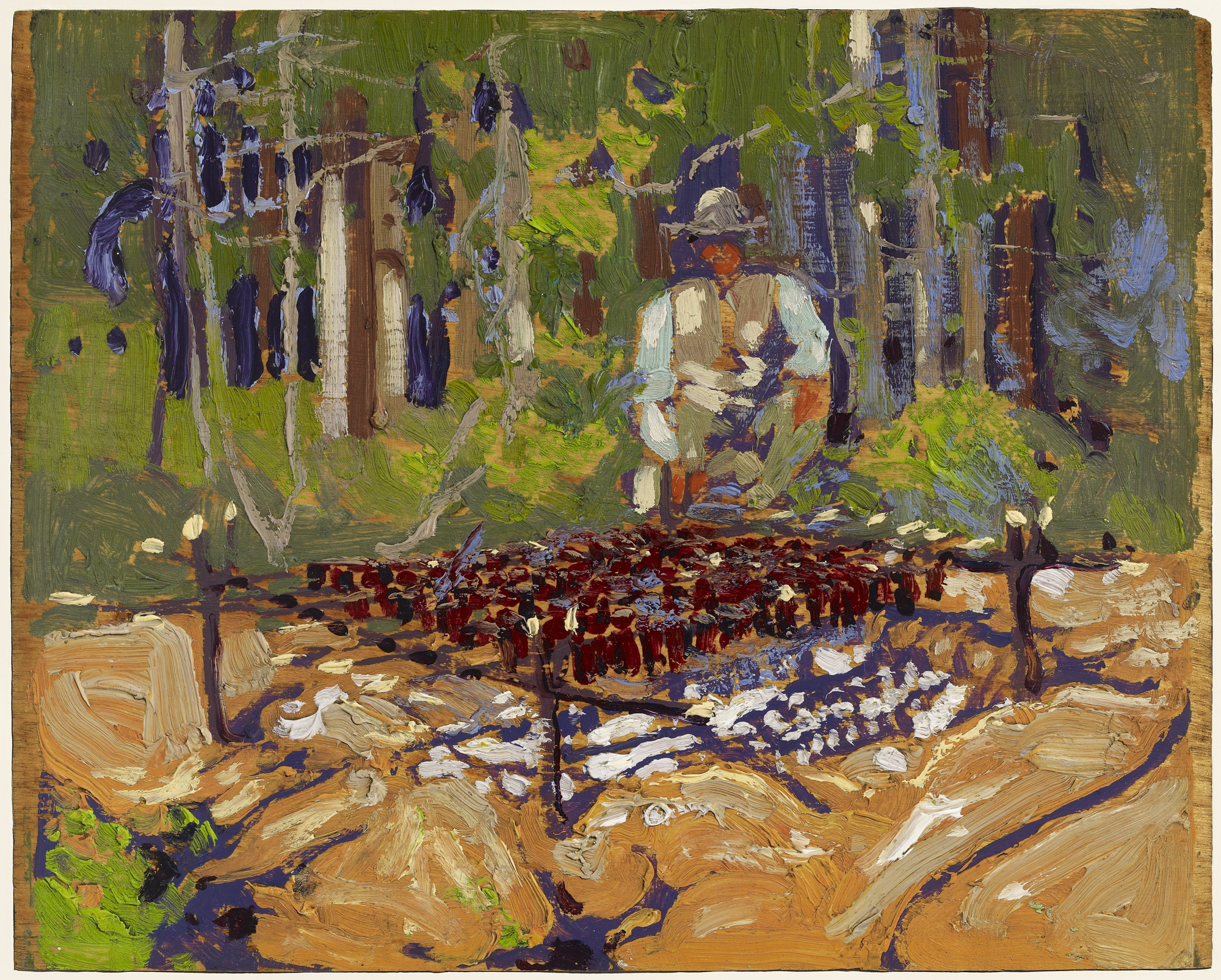
El caçador furtiu, esbós de 1916 de Tom Thomson, Galeria d'Art d'Ontario, Toronto

El 1998, científics ambientals de la Universitat de Massachusetts Amherst van proposar el concepte de caça furtiva com a delicte ambiental i la van definir com qualsevol activitat il·legal que contravingui les lleis i regulacions establertes per protegir els recursos naturals renovables, inclosa la recol·lecció il·legal de fauna salvatge amb la intenció de posseir-la, transportar-la, consumir-la o vendre-la i utilitzar parts del seu cos. Consideraven la caça furtiva com una de les amenaces més greus per a la supervivència de les poblacions vegetals i animals. Els biòlegs i conservacionistes de la vida salvatge consideren que la caça furtiva té un efecte perjudicial sobre la biodiversitat tant dins com fora de les zones protegides, ja que les poblacions de vida salvatge disminueixen, les espècies s'esgoten localment i la funcionalitat dels ecosistemes es veu alterada.

### Europa continental

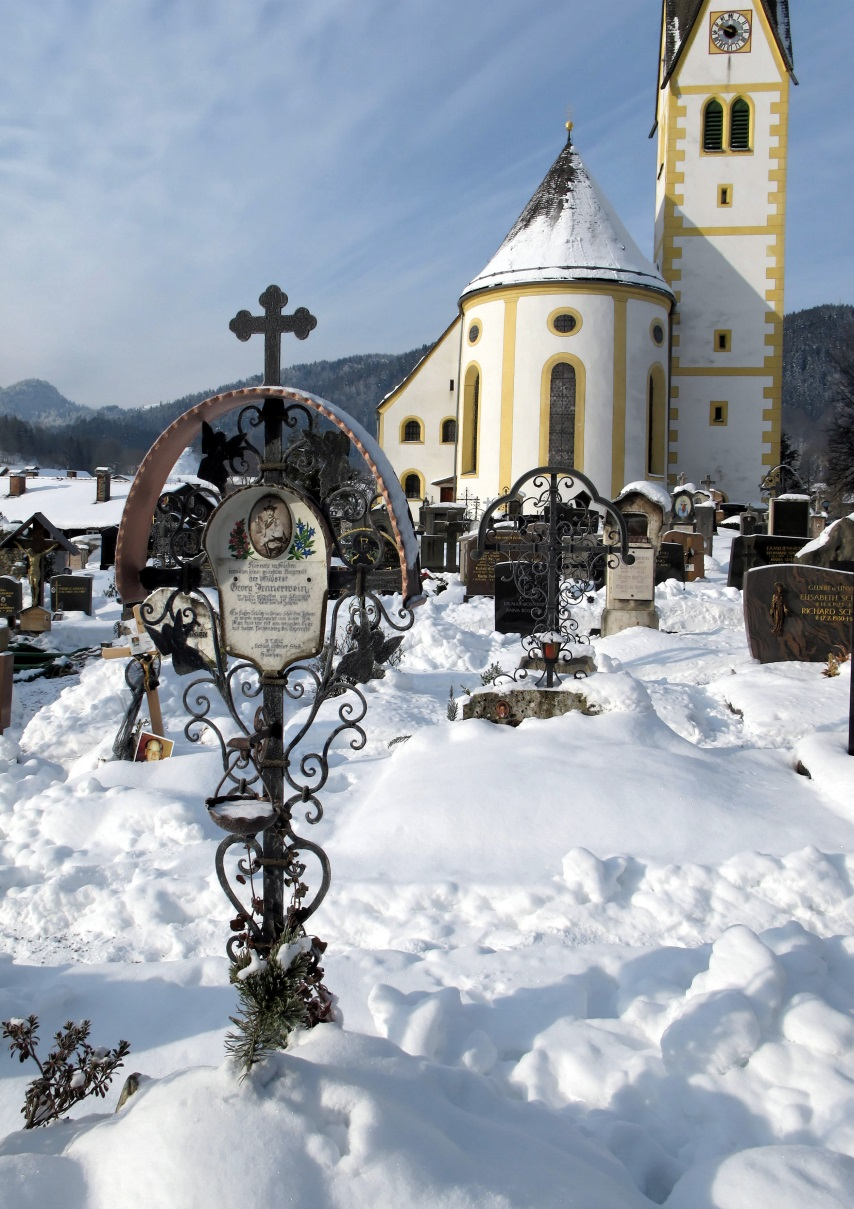
Tomba d'un caçador furtiu a Schliersee, citant la primera estrofa de la cançó Jennerwein. De tant en tant, es col·loca caça furtiva a la tomba per commemorar "Girgl".

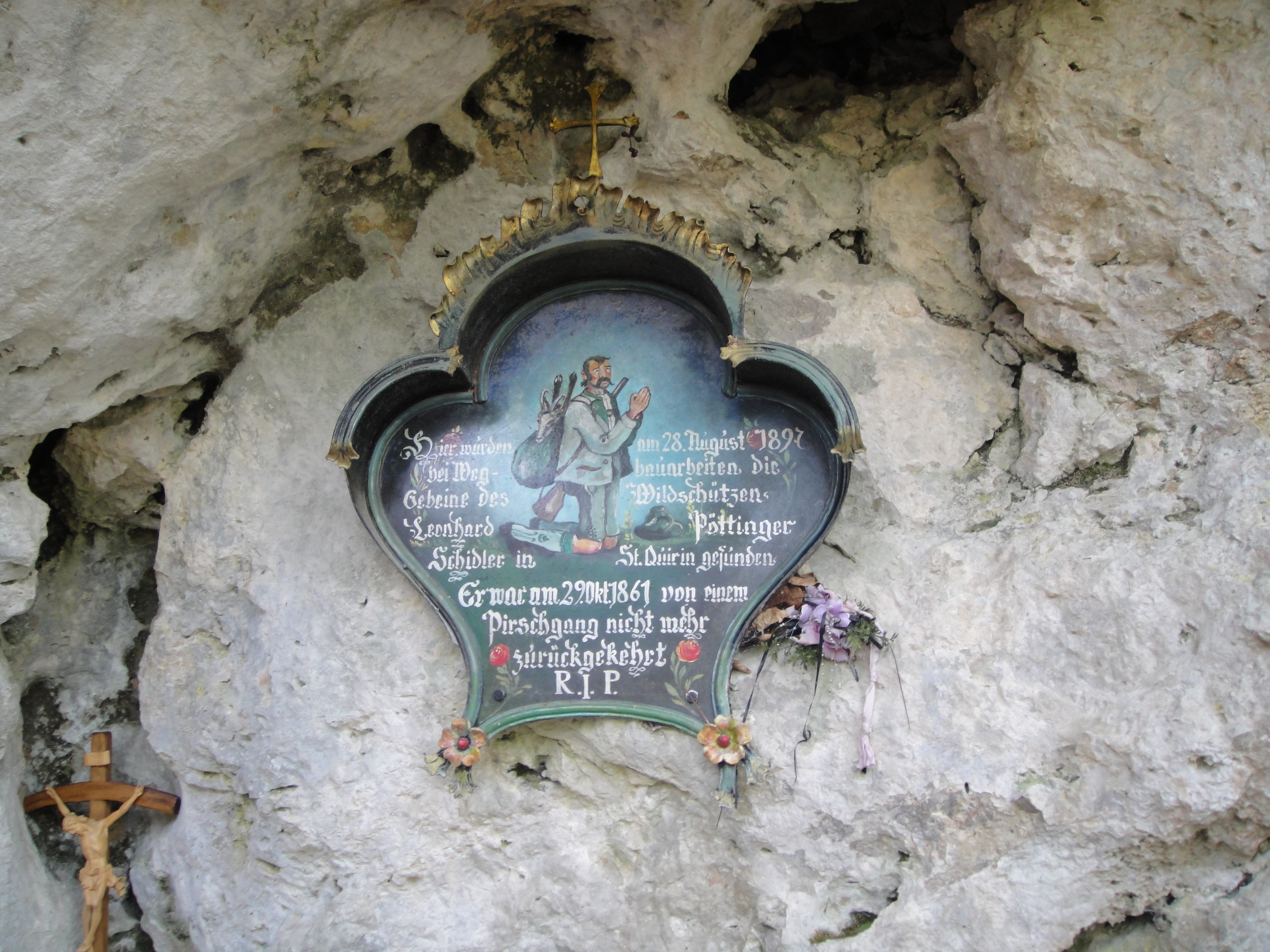
Marterl al Riederstein, prop de Baumgartenschneid, Tegernsee. Les restes d'un caçador furtiu, que mai havia tornat d'una expedició de caça el 1861, van ser trobades al jaciment el 1897.

Àustria i Alemanya no es refereixen a la caça furtiva com a robatori, sinó com a intrusió en els drets de caça de tercers. Mentre que l'antic dret germànic permetia a qualsevol home lliure, inclosos els camperols, caçar, especialment en terres comunes, el dret romà restringia la caça als governants. A l'Europa medieval, els governants dels territoris feudals, des del rei cap avall, intentaven fer complir els drets exclusius de la noblesa per caçar i pescar a les terres que governaven. La caça furtiva es considerava un delicte greu castigat amb presó, però l'aplicació de la llei va ser relativament feble fins al segle XVI. Els camperols encara podien continuar la caça menor, però el dret de caça de la noblesa es va restringir al segle XVI i es va transferir a la propietat de la terra. La baixa qualitat de les armes va fer necessari aproximar-se al joc fins a 30 m. Els caçadors furtius de la regió de Salzburg eren normalment homes solters d'uns 30 anys i generalment sols en el seu comerç il·legal.
El desenvolupament dels drets de caça moderns està estretament relacionat amb la idea relativament moderna de la propietat privada exclusiva de la terra. Als segles XVII i XVIII, les restriccions sobre els drets de caça i tir en propietats privades van ser aplicades pels guardaboscos i els forestals. Van negar l'ús compartit dels boscos, com la recollida de resina i les pastures de fusta, i el dret dels camperols a caçar i pescar. No obstant això, a finals del segle XVIII, l'accés comparablement fàcil als fusells permetia cada cop més als camperols i als servents caçar furtivament. La caça es va utilitzar al segle XVIII com a mitjà teatral.
 demostració del domini aristocràtic de la terra i també va tenir un fort impacte en els patrons d'ús del sòl. La caça furtiva no només interferia amb els drets de propietat, sinó que també xocava simbòlicament amb el poder de la noblesa. Entre 1830 i 1848, la caça furtiva i les morts relacionades amb la caça furtiva van augmentar a Baviera. Algunes de les regions frontereres, on el contraban era important, van mostrar una resistència especialment forta a aquest desenvolupament. El 1849, es va demanar a les forces militars bavareses que ocupessin diversos municipis a la frontera amb Àustria. Tant a Wallgau (ara part de Garmisch-Partenkirchen ) com a Lackenhäuser, al bosc bavarès, cada llar havia d'alimentar i allotjar un soldat durant un mes com a part d'una missió militar per reprimir la pertorbació. La gent de Lackenhäuser va tenir diverses escaramusses amb forestals i militars austríacs que van començar a causa de la caça furtiva de cérvols. La gent ben armada que s'enfrontava als representants de l'estat era coneguda com a caçadors furtius audaços ( kecke Wilderer ). Alguns caçadors furtius i les seves morts violentes, com Matthias Klostermayr (1736–1771), Georg Jennerwein (1848–1877) i Pius Walder (1952–1982) van guanyar notorietat i han tingut un fort impacte cultural, que ha persistit fins avui. La caça furtiva es va utilitzar com a atreviment. Tenia una certa connotació eròtica, com a la cançó d'amor del caçador de Franz Schubert (1828, Catàleg temàtic Schubert). 909). Les lletres de Franz von Schober connectaven la caça il·limitada amb la recerca de l'amor. Altres llegendes i històries relacionades amb la caça furtiva van des de l'òpera Freischütz de 1821 fins a la història de Wolfgang Franz von Kobell de 1871 sobre el Brandner Kasper, un manyà i caçador furtiu de Tegernsee que va fer un tracte especial amb la Parca.
Tot i que els caçadors furtius tenien un fort suport local fins a principis del segle xx, el cas de Walder va mostrar un canvi significatiu d'actitud. Els ciutadans urbans encara sentien certa simpatia pel rebel urbà, però la comunitat local li va donar molt suport.

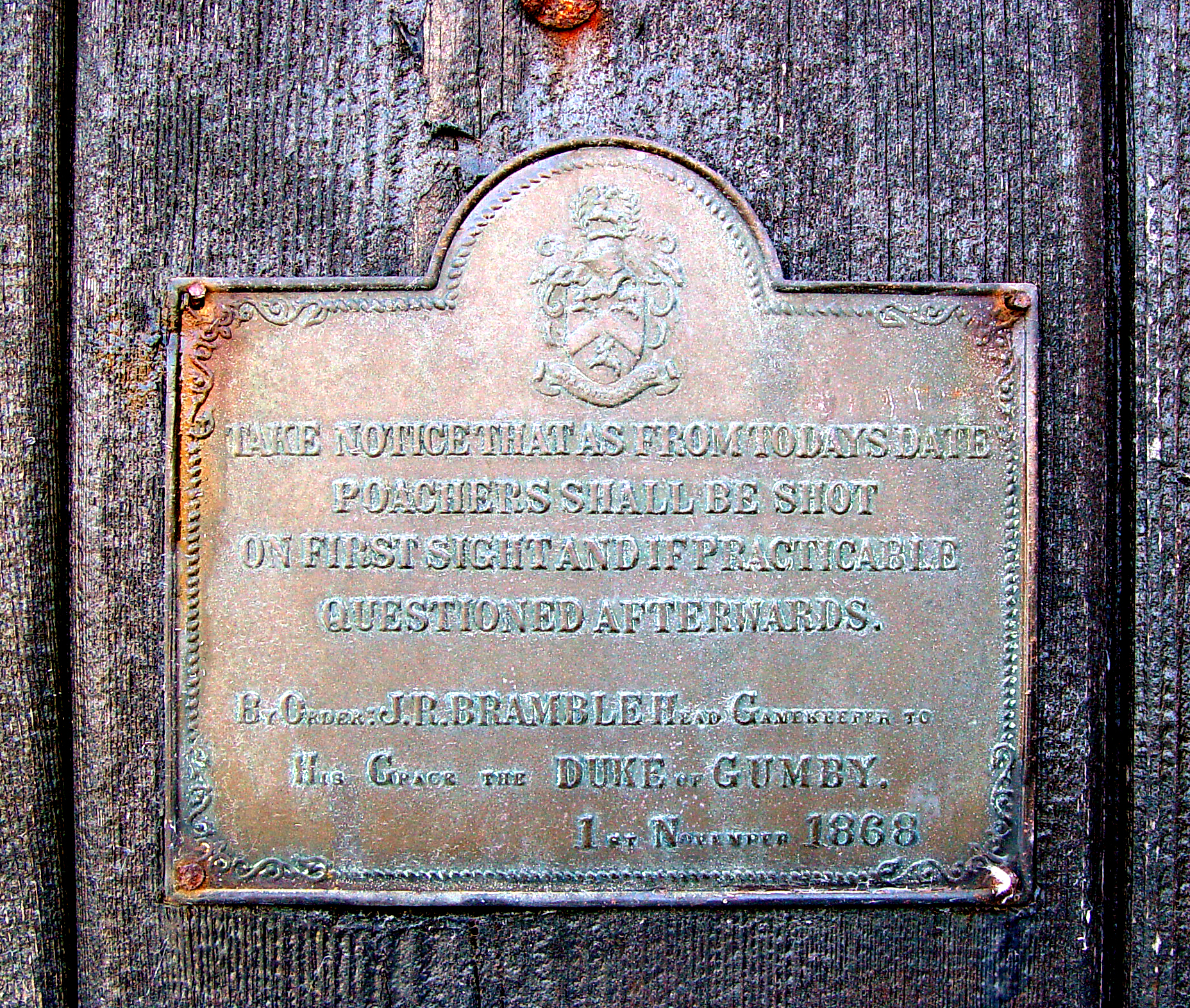
Placa de llautó a la porta de la granja Tremedda que data de 1868, que adverteix que els caçadors furtius han de ser abatuts a primera vista.

### Regne Unit
La caça furtiva, com el contraban, té una llarga història al Regne Unit. El verb "poach" deriva de la paraula anglesa mitjana "pocchen" que significa literalment "en una bossa ", " tancat en una bossa", i que és afí amb "pouch" (bossa). La caça furtiva va ser reportada desapassionadament per a Anglaterra a "Pleas of the Forest", transgressions de la rígida llei forestal anglonormanda. Guillem el Conqueridor, que era un gran amant de la caça, va establir i fer complir un sistema de lleis forestals. Aquest sistema operava fora del dret consuetudinari i servia per protegir els animals de caça i el seu hàbitat forestal de la caça per part de la gent comuna d'Anglaterra, alhora que reservava els drets de caça per a la nova aristocràcia anglonormanda de parla francesa. A partir d'aleshores, la caça de fauna als boscos reials per part dels plebeus es castigava amb la penjada. El 1087, el poema "The Rime of King William", contingut a la Crònica de Peterborough, expressava la indignació anglesa per les noves i severes lleis. La caça furtiva va ser idealitzada en la literatura des de l'època de les balades de Robin Hood, com un aspecte del "bosc verd" de Merry England. En un conte, es representa Robin Hood oferint al rei Ricard Cor de Lleó carn de cérvol caçada il·legalment al bosc de Sherwood, sense tenir en compte que aquesta caça era un delicte capital. L'acceptació generalitzada de l'activitat delictiva comuna es resumeix en l'observació Non est inquirendum, unde venit venison ("No s'ha de preguntar d'on prové la carn de cérvol") que va fer Guillaume Budé al seu Traitte de la vénerie. Tanmateix, la noblesa i els terratinents anglesos van tenir un gran èxit a llarg termini a l'hora d'imposar el concepte modern de propietat, com ara l'expressat en els tancaments de terres comunes i, més tard, en les "Highland Clearances", que van suposar un desplaçament forçat de persones de les propietats tradicionals de la terra i de les terres que abans eren comunes. El segle xix va veure l'auge de lleis, com ara la Llei de caça furtiva nocturna de 1828 i la Llei de caça de 1831 (1 i 2 Will. 4. c. 32) al Regne Unit, i diverses lleis en altres llocs.

## Estats Units

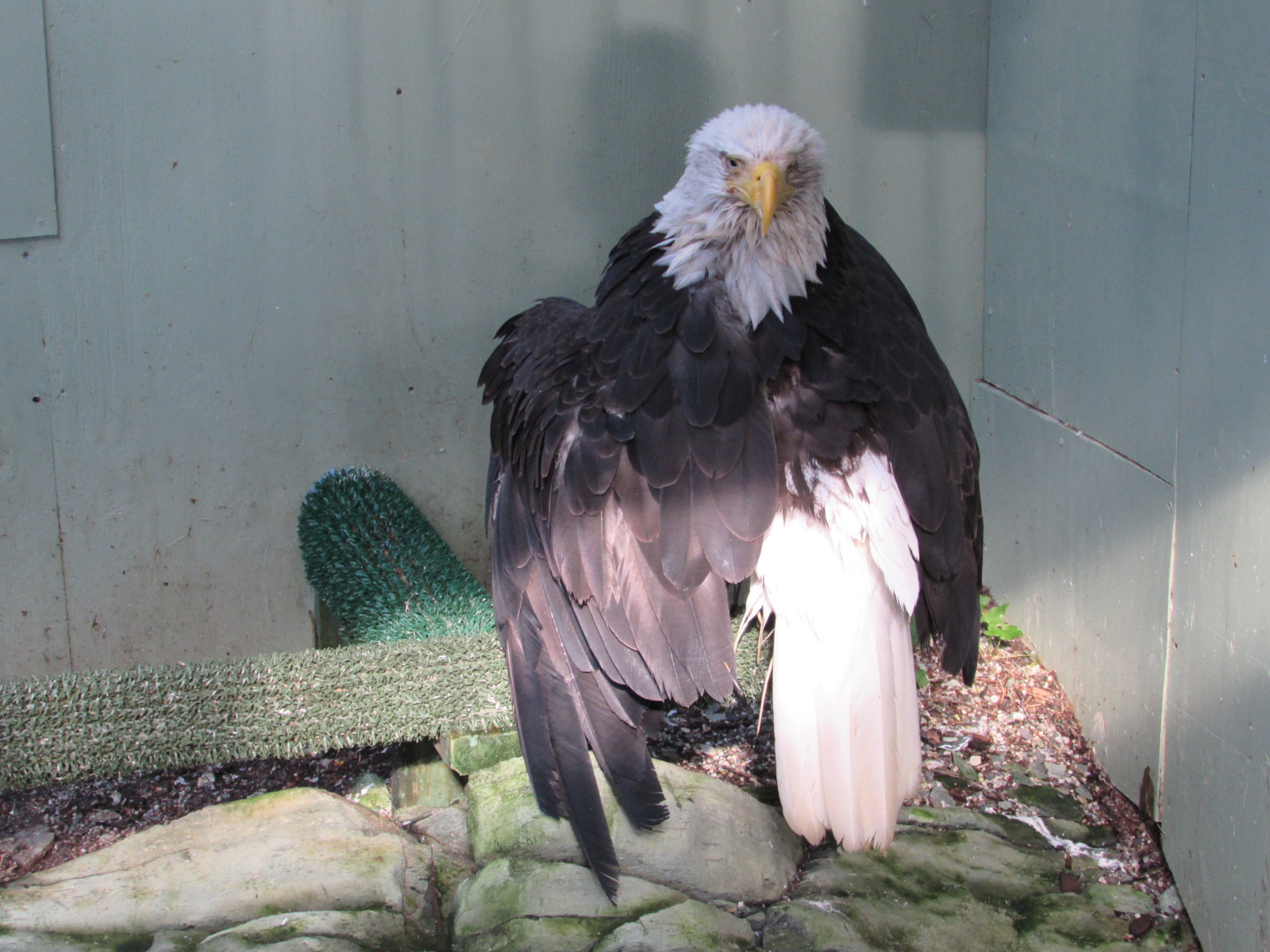
Lady Baltimore, una àguila calba d'Alaska, va sobreviure a un intent de caça furtiva a les estables del Juneau Raptor Center el 15 d'agost de 2015.

A Amèrica del Nord, el desafiament flagrant de les lleis per part dels caçadors furtius va degenerar en conflictes armats amb les autoritats legals, incloent-hi les Guerres de les Ostres de la Badia de Chesapeake i les Operacions conjuntes antifurtives del mar de Bering entre els Estats Units i el Regne Unit de 1891 per la caça de foques. A la badia de Chesapeake, a la dècada del 1930, una de les majors amenaces per a les aus aquàtiques eren els caçadors furtius locals que utilitzaven barques planes amb canons giratoris que mataven ramats sencers d'un sol tret.

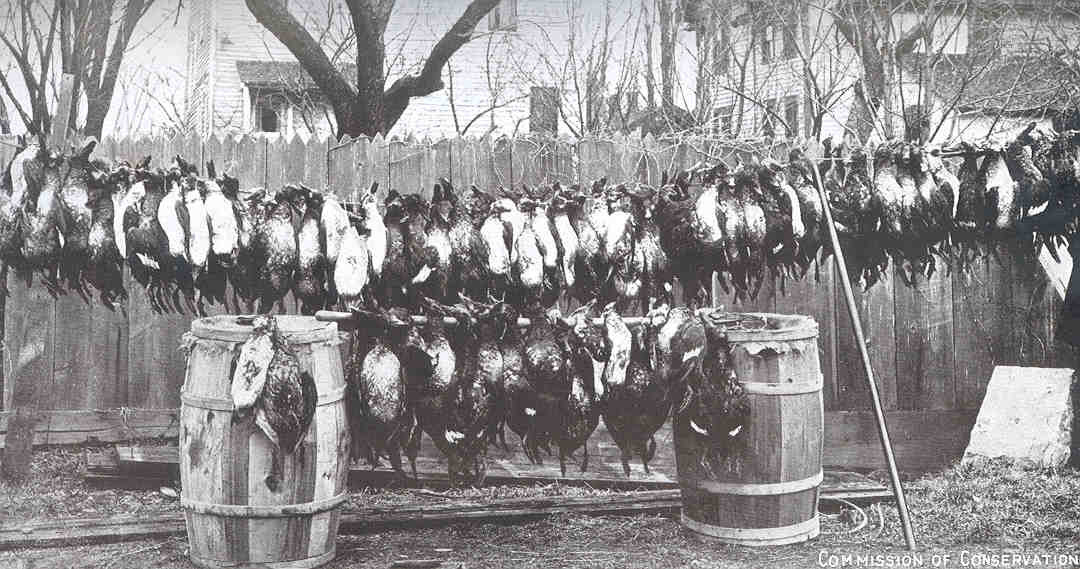
Ànecs de caç furtiva al llac Ontario, 1915.

Les infraccions de les lleis i regulacions de caça relatives a la gestió de la vida silvestre, i els esquemes locals o internacionals de conservació de la vida silvestre constitueixen delictes contra la vida silvestre que normalment són punibles. Les següents infraccions i delictes es consideren actes de caça furtiva als Estats Units:
- Caçar, matar o recol·lectar fauna salvatge que està catalogada com a en perill d'extinció per la UICN i protegida per llei, com ara la Llei d'espècies en perill d'extinció, la Llei del Tractat d'aus migratòries de 1918 i tractats internacionals com ara la CITES.[35]
- Pesca i caça sense llicència.[36][37]
- Captura de fauna salvatge fora de l'horari legal i fora de la temporada de caça;[35][36] normalment la temporada de cria es declara com la temporada veda durant la qual la fauna salvatge està protegida per llei;
- Caça enllaunada ;
- Prohibit l'ús de metralladores, verí, explosius, trampes, xarxes i trampes de caiguda.[35]
- Altres delictes d'armament incorrecte, com ara l'ús de rifles de cartutx en temporada de tir amb arc o amb avantcàrrega o en zones només amb escopeta, o la matança d'animals de caça major amb una potència de foc insuficient, com ara cartutxos de rifle llarg del calibre .22.
- Prohibit l'ús d'esquers amb menjar, esquers o reclams enregistrats per augmentar les possibilitats de disparar a la fauna salvatge.[35]
- Caça des d'un vehicle o avió en moviment.[35]
- Exploració d'animals de caça des d'un avió.
- Il·luminar els animals amb un focus, o il·luminar-los amb un focus a la nit per deteriorar les seves defenses naturals i facilitar així una matança fàcil, es considera maltractament animal.[38] Aquest mètode de caça és il·legal a Califòrnia, Virgínia, Connecticut, Florida, Michigan, New Hampshire, Maine, Texas i Tennessee.[35]
- Caça nocturna;
- Intrusió;
- Portar fauna salvatge a terrenys restringits, propietat d'una altra persona o amb llicència per a aquests.
- L'animal o la planta ha estat etiquetat per un investigador.
- Agafant femelles i juvenils.
- Caça o pesca fora del límit .

## Àfrica
Stephen Corry, el director del grup de drets humans Survival International, ha argumentat que el terme "caça furtiva" s'ha utilitzat de vegades per criminalitzar les tècniques tradicionals de subsistència dels pobles indígenes i per impedir-los que cacin a les seves terres ancestrals quan aquestes són declarades zones només per a la vida silvestre. Corry argumenta que parcs com la Reserva de Caça del Kalahari Central es gestionen en benefici dels turistes estrangers i els grups de safari a costa dels mitjans de subsistència dels pobles tribals com els bosquimans del Kalahari.

## Motius
La recerca sociològica i criminològica sobre la caça furtiva indica que a Amèrica del Nord la gent caça furtivament per obtenir beneficis comercials, consum domèstic, trofeus, plaer i emoció en matar fauna salvatge o perquè no estan d'acord amb certes regulacions de caça, reclamen un dret tradicional a caçar o tenen disposicions negatives envers l'autoritat legal. A les zones rurals dels Estats Units, els principals motius de la caça furtiva són la pobresa. Les entrevistes realitzades amb 41 caçadors furtius a la conca del riu Atchafalaya a Louisiana van revelar que 37 d'ells cacen per obtenir aliments per a ells mateixos i les seves famílies; 11 van declarar que la caça furtiva forma part de la seva història personal o cultural; nou guanyen diners amb la venda de caça furtiva per mantenir les seves famílies; i vuit se senten eufòrics i emocionats per ser més llestos que els guardaboscos.
A les zones rurals d'Àfrica, els principals motius de la caça furtiva són la manca d'oportunitats laborals i un potencial limitat per a la producció agrícola i ramadera. La gent pobra depèn dels recursos naturals per a la seva supervivència i genera ingressos en efectiu a través de la venda de carn de bosc, que atrau preus elevats als centres urbans. Les parts del cos de la fauna salvatge també tenen demanda per a la medicina tradicional i les cerimònies. L'existència d'un mercat internacional de fauna salvatge caçada furtiva implica que bandes ben organitzades de caçadors furtius professionals entren en zones vulnerables per caçar, i els sindicats del crim organitzen el tràfic de parts del cos de la fauna salvatge a través d'una complexa xarxa d'interconnexió amb mercats fora dels respectius països d'origen. Els conflictes armats a l'Àfrica s'han relacionat amb la intensificació de la caça furtiva i la disminució de la fauna salvatge dins de les zones protegides, cosa que probablement reflecteix la interrupció dels mitjans de subsistència tradicionals, que fa que les persones busquin fonts d'aliment alternatives.
Els resultats d'una enquesta d'entrevistes realitzada en diversos pobles de Tanzània indiquen que una de les principals raons de la caça furtiva és el consum i la venda de carn de caça. Normalment, la carn de bosc es considera un subconjunt de la caça furtiva a causa de la caça d'animals independentment de les lleis que conserven certes espècies d'animals. Moltes famílies consumeixen més carn de bosc si no hi ha fonts alternatives de proteïnes disponibles, com el peix. Com més lluny estiguessin les famílies de la reserva, menys probable era que cacessin il·legalment fauna salvatge per obtenir carn de salvatge. Era més probable que cacessin carn de bosc just abans de la temporada de collita i durant les fortes pluges, ja que abans de la temporada de collita no hi ha gaire treball agrícola, i les fortes pluges oculten les petjades humanes i faciliten que els caçadors furtius es desprenguin dels seus delictes.
La pobresa sembla ser un gran impuls per a la caça furtiva, cosa que afecta tant els residents d'Àfrica com d'Àsia. Per exemple, a Tailàndia, hi ha relats anecdòtics sobre el desig d'una vida millor per als infants, que impulsen els caçadors furtius rurals a assumir el risc de caçar furtivament tot i que no els agrada explotar la fauna salvatge.
Una altra causa important de la caça furtiva és l'alta demanda cultural de productes de la vida silvestre, com l'ivori, que es consideren símbols d'estatus i riquesa a la Xina. Segons Joseph Vandegrift, la Xina va experimentar un augment inusual de la demanda d'ivori al segle XXI perquè el boom econòmic va permetre que més xinesos de classe mitjana tinguessin un poder adquisitiu més elevat, cosa que els va incentivar a mostrar la seva nova riquesa utilitzant l'ivori, que ha estat un bé escàs des de la dinastia Han.
A la Xina, hi ha problemes amb la conservació de la vida silvestre, especialment relacionats amb els tigres. Diversos autors van col·laborar en l'article "Actitud pública envers la cria i la conservació del tigre a Pequín, Xina", i van explorar l'opció de si seria una millor política criar tigres en una granja o posar-los en un hàbitat de conservació de la vida silvestre per preservar l'espècie. Realitzant una enquesta a 1.058 residents de Pequín, Xina, dels quals 381 eren estudiants universitaris i els altres 677 eren ciutadans normals, van intentar sondejar l'opinió pública sobre els tigres i els esforços de conservació per a ells. Se'ls van fer preguntes sobre el valor dels tigres en relacions amb l'ecologia, la ciència, l'educació, l'estetisme i la cultura. Tanmateix, va sorgir una raó per la qual els tigres encara són molt demandats en el comerç il·legal: culturalment, encara són símbols d'estatus de riquesa per a la classe alta, i encara es creu que tenen misteriosos efectes medicinals i sanitaris.

## Efectes

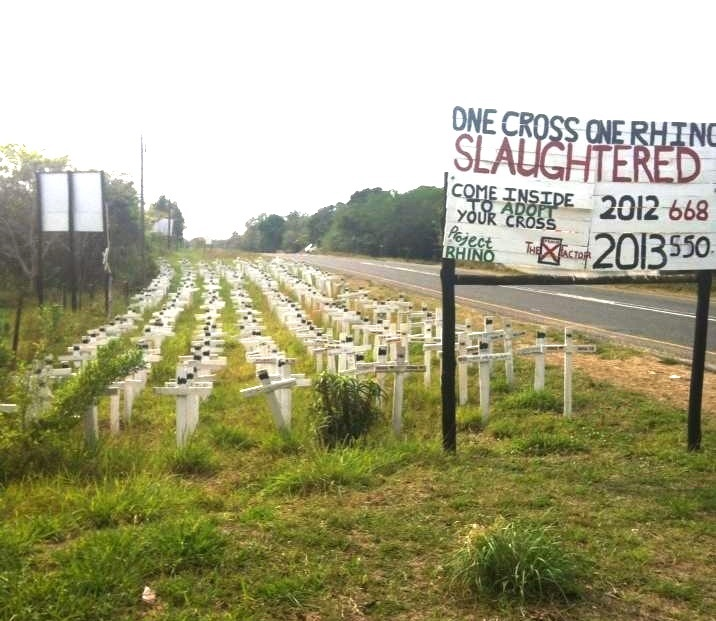
Memorial de rinoceronts morts per caçadors furtius a Sud-àfrica.

Els efectes perjudicials de la caça furtiva poden incloure:
- Defaunització dels boscos: els depredadors, els herbívors i els vertebrats frugívors no es poden recuperar tan ràpid com s'eliminen d'un bosc; a mesura que les seves poblacions disminueixen, el patró de depredació i dispersió de llavors s'altera; les espècies d'arbres amb llavors grans dominen progressivament un bosc, mentre que les espècies de plantes amb llavors petites s'extingeixen localment.[52]
- Reducció de les poblacions animals en estat salvatge i possible extinció.[53]
- La mida efectiva de les zones protegides es redueix a mesura que els caçadors furtius utilitzen les vores d'aquestes zones com a recursos d'accés obert.[54]
- Les destinacions de turisme de vida silvestre s'enfronten a una publicitat negativa; aquells que tenen un permís per a usos del sòl basats en la vida silvestre, els operadors de viatges i allotjaments basats en el turisme perden ingressos; les oportunitats laborals es redueixen.[55]
- Aparició de malalties zoonòtiques causades per la transmissió de cadenes retrovíriques altament variables:
  - Els brots del virus de l'Ebola a la conca del Congo i al Gabon a la dècada del 1990 s'han associat amb la matança de simis i el consum de la seva carn.[56]
  - El brot de SARS a Hong Kong s'atribueix al contacte i al consum de carn de civetes de palmera emmascarades, gossos mapaches, teixons xinesos i altres petits carnívors que es troben als mercats de fauna salvatge del sud de la Xina.[57]
  - Els caçadors de carn de bosc a l'Àfrica Central infectats amb el virus limfotròpic T humà estaven estretament exposats a primats salvatges.[58]
  - Els resultats de la recerca sobre ximpanzés centrals salvatges al Camerun indiquen que estan infectats de manera natural amb el virus escumós dels simis i constitueixen un reservori del VIH-1, un precursor de la síndrome d'immunodeficiència adquirida en humans.[59]

## Productes

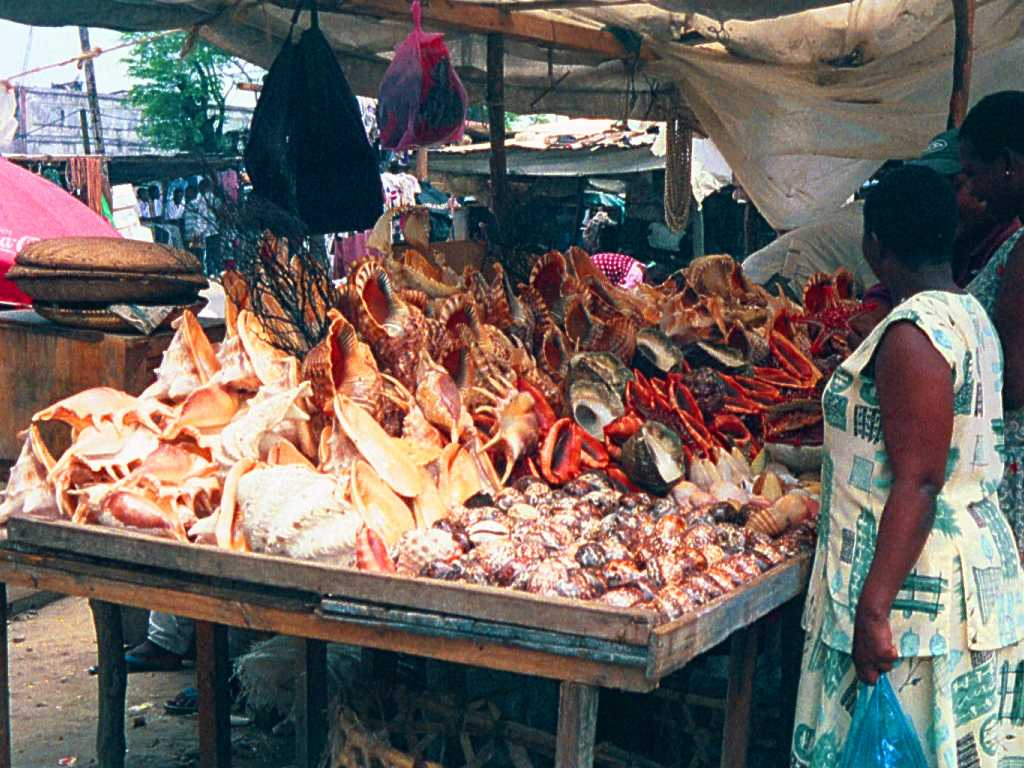
Un venedor de petxines a Tanzània ven petxines als turistes, petxines que s'han tret vives del mar, matant l'animal que hi ha a dins.

Tradicionalment, en algunes cultures es creu que les parts del cos de molts animals, com ara els tigres i els rinoceronts, tenen certs efectes positius sobre el cos humà, com ara augmentar la virilitat i curar el càncer . Aquestes parts es venen al mercat negre en zones on es practiquen aquestes creences – principalment països asiàtics, especialment Vietnam i Xina. Aquestes creences mèdiques alternatives són pseudocientífiques i no estan recolzades per la medicina basada en l'evidència.

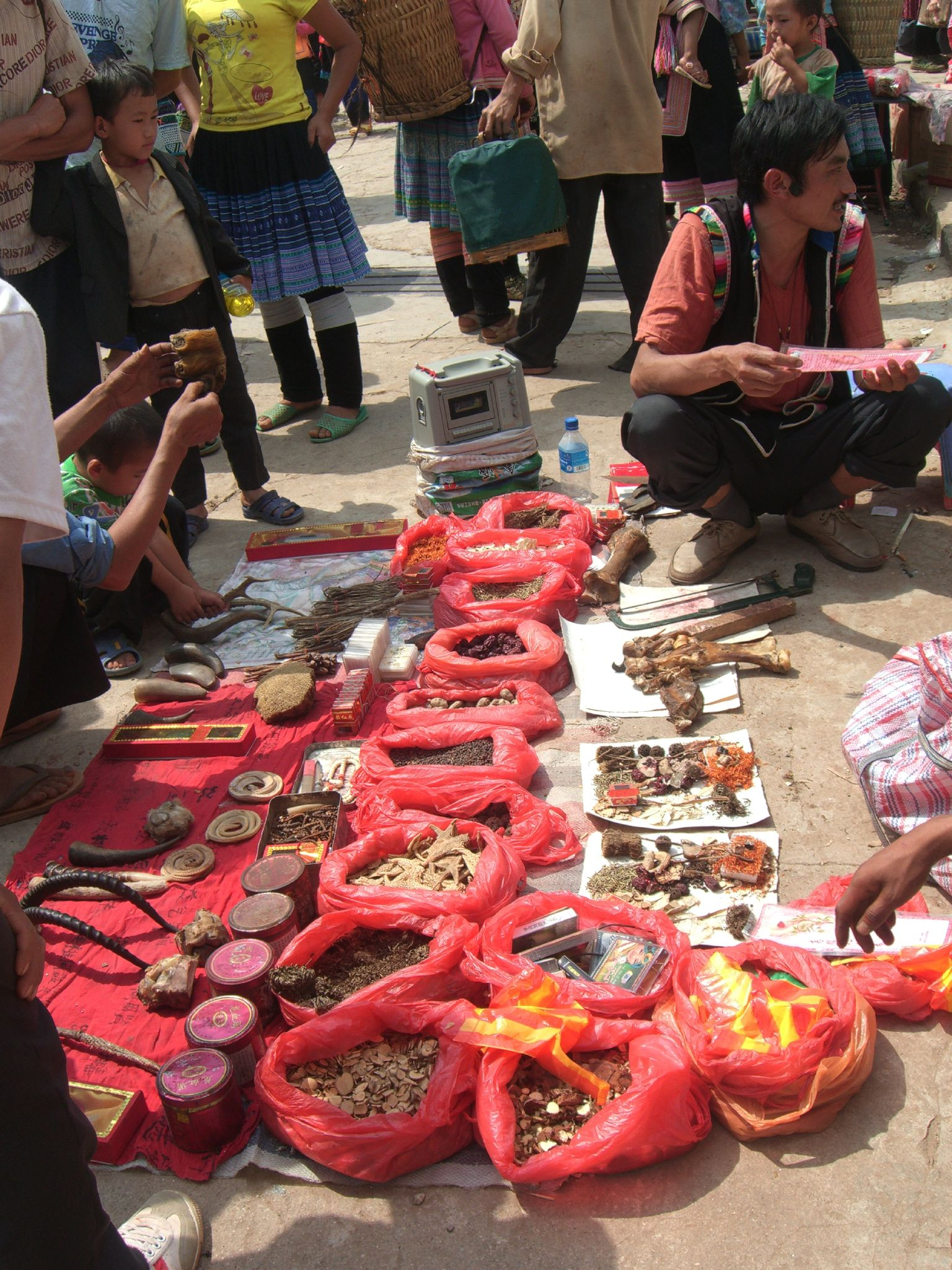
Un venedor que ven articles il·legals en un mercat xinès per al seu ús en la medicina tradicional xinesa. Algunes de les peces que es mostren a la imatge inclouen parts d'animals com ara la pota d'un tigre.

La medicina tradicional xinesa sovint incorpora ingredients de totes les parts de les plantes: fulles, tiges, flors i arrels, així com ingredients d'animals i minerals. L'ús de parts d'espècies en perill d'extinció (com ara cavallets de mar, banyes de rinoceront, binturong, escates de pangolí i ossos i urpes de tigre) ha creat controvèrsia i ha donat lloc a un mercat negre de caçadors furtius. Les creences culturals profundes sobre la potència de les parts del tigre són tan freqüents a la Xina i altres països de l'Àsia oriental que les lleis que protegeixen fins i tot les espècies en perill crític d'extinció com el tigre de Sumatra no aconsegueixen aturar l'exposició i la venda d'aquests articles en mercats oberts, segons un informe de TRAFFIC del 2008. Entre les parts "medicinals" populars del tigre d'animals caçats furtivament hi ha els genitals del tigre, que es creu que milloren la virilitat, i els ulls del tigre.
Les poblacions de rinoceronts s'enfronten a l'extinció a causa de la demanda a Àsia (per a la medicina tradicional i com a article de luxe) i a l'Orient Mitjà (on les banyes s'utilitzen per a la decoració). Un fort augment de la demanda de banya de rinoceront al Vietnam es va atribuir als rumors que la banya curava el càncer, tot i que això no té cap base científica. El 2012, un quilogram de banya de rinoceront triturada es va vendre per fins a 60.000 dòlars, més car que un quilogram d'or. El Vietnam és l'única nació que produeix en massa bols fets per moldre banya de rinoceront.
L'ivori, que és un material natural de diversos animals, juga un paper important en el comerç il·legal de materials animals i la caça furtiva. L'ivori és un material utilitzat en la creació d'objectes d'art i joies on l'ivori està tallat amb dissenys. La Xina és un consumidor del comerç d'ivori i representa una quantitat important de vendes d'ivori. El 2012, The New York Times va informar sobre un gran augment de la caça furtiva d'ivori, amb aproximadament el 70% de tot l'ivori il·legal que fluïa cap a la Xina.
La pell també és un material natural que busquen els caçadors furtius. Un Gamsbart, literalment barba de camussa, un floc de pèl que tradicionalment es portava com a decoració als barrets trachten a les regions alpines d'Àustria i Baviera es portava antigament com a trofeu de caça (i furtiu). Antigament, es feia exclusivament amb pèl de la part inferior del coll de l'isard.

## Esforços contra la caça furtiva
Hi ha diferents esforços contra la caça furtiva arreu del món. I la recerca suggereix que aquest treball pot ser més eficaç per millorar les poblacions afectades per la caça furtiva que l'expansió de les àrees protegides.

### Àfrica
El programa de conservació del trànsit posa de manifest moltes de les zones de caça furtiva i rutes de tràfic i ajuda a frenar les rutes de contraban que els caçadors furtius utilitzen per portar l'ivori a zones d'alta demanda, predominantment Àsia.
Fins a 35.000 elefants africans són sacrificats anualment per satisfer la demanda dels seus ullals d'ivori. Aquest ivori s'utilitza després en joieria, instruments musicals i altres objectes de decoració.
Membres del Rhino Rescue Project han implementat una tècnica per combatre la caça furtiva de rinoceronts a Sud-àfrica injectant una barreja de colorant indeleble i un parasiticida a les banyes dels animals, cosa que permet el rastreig de les banyes i dissuadeix el consum de la banya per part dels compradors. Com que la banya de rinoceront està feta de queratina, els defensors diuen que el procediment és indolor per a l'animal.
Una altra estratègia que s'utilitza per combatre els caçadors furtius de rinoceront a l'Àfrica s'anomena RhODIS, una base de dades que recopila ADN de rinoceront de banyes confiscades i altres béns que es comerciaven il·legalment, així com ADN recuperat de llocs de caça furtiva. RhODIS creua les referències de l'ADN mentre busca coincidències; si es troba una coincidència, s'utilitza per localitzar els caçadors furtius.
L'Africa's Wildlife Trust busca protegir les poblacions d'elefants africans de les activitats de caça furtiva a Tanzània. La caça d'ivori es va prohibir el 1989, però la caça furtiva d'elefants continua en moltes parts d'Àfrica afectades pel declivi econòmic. La Fundació Internacional Antifurtiu té un enfocament de conservació estructurat de tipus militar, utilitzant tàctiques i tecnologia generalment reservades per al camp de batalla. El fundador, Damien Mander, és un defensor de l'ús d'equipament i tàctiques militars, inclosos els vehicles aeris no tripulats, per a operacions anti-caça furtiva d'estil militar. Aquests enfocaments d'estil militar han estat criticats per no resoldre les raons subjacents de la caça furtiva, però tampoc per abordar "el paper de les xarxes comercials globals" ni la demanda contínua de productes animals. En canvi, "donen lloc a enfocaments coercitius, injustos i contraproduents per a la conservació de la vida silvestre".
Chengeta Wildlife és una organització que treballa per equipar i formar equips de protecció de la vida silvestre i pressiona els governs africans perquè adoptin campanyes contra la caça furtiva. Les passejades amb elefants de Jim Nyamu formen part dels intents a Kenya per reduir la caça furtiva d'ivori.
El 2013, el ministre de Recursos Naturals i Turisme de Tanzània va instar a disparar als caçadors furtius a la vista en un esforç per aturar la matança massiva d'elefants. Des del desembre de 2016, les unitats policials anti furtives de Namíbia tenen permís per respondre al foc contra els furtius si se'ls dispara. El govern de Botswana va adoptar una política de disparar a matar contra els caçadors furtius el 2013 com una "estratègia de conservació legítima" i "un mal necessari", que ha reduït la caça furtiva fins al punt que es creu que és "pràcticament inexistent" al país, i que els països veïns com Sud-àfrica també haurien d'adoptar mesures similars per salvar la vida salvatge de l'extinció. El maig de 2018, el govern kenyà va anunciar que els caçadors furtius s'enfrontarien a la pena de mort, ja que les multes i la cadena perpètua "no han estat prou dissuasives per frenar la caça furtiva, d'aquí la proposta de sentència més severa". Les organitzacions de drets humans s'hi oposen, però els defensors de la vida salvatge hi donen suport. Save the Rhino, una organització de defensa de la vida silvestre amb seu al Regne Unit, assenyala que a Kenya, 23 rinoceronts i 156 elefants van ser assassinats per caçadors furtius entre el 2016 i el 2017. A partir del març de 2019, els legisladors kenyans estan posant la mesura en la via ràpida per a la seva implementació.

### Àsia
De vegades es destrueixen grans quantitats d'ivori com a declaració contra la caça furtiva, també coneguda com a "Destrucció de l'ivori" El 2013, les Filipines van ser el primer país a destruir les seves reserves nacionals d'ivori confiscat. El 2014, la Xina va seguir l'exemple i va triturar sis tones d'ivori com a declaració simbòlica contra la caça furtiva.
Segons Frederick Chen, hi ha dues solucions principals que atacarien el costat de l'oferta d'aquest problema de la caça furtiva per reduir-ne els efectes: fer complir i promulgar més polítiques i lleis per a la conservació i encoratjar les comunitats locals a protegir la vida silvestre que els envolta donant-los més drets sobre la terra.
No obstant això, Frederick Chen va escriure sobre dos tipus d'efectes derivats de l'economia del costat de la demanda: l'efecte bandwagon i l'efecte snob. El primer tracta de persones que desitgen un producte perquè moltes altres persones el compren, mentre que el segon és similar però amb una diferència clara: la gent clamarà per comprar alguna cosa si denota riquesa que només unes poques elits es podrien permetre. Per tant, l'efecte esnobisme compensaria alguns dels guanys obtinguts per les lleis, regulacions o pràctiques anti-caça furtiva: si es talla una part del subministrament, la raresa i el preu de l'objecte augmentarien, i només uns pocs escollits tindrien el desig i el poder adquisitiu per a ell. Tot i que els enfocaments per diluir i mitigar la caça furtiva des del costat de l'oferta poden no ser la millor opció, ja que la gent pot estar més disposada a comprar articles més rars, especialment en països que guanyen més riquesa i, per tant, més demanda de béns il·lícits, Frederick Chen encara defensa que també ens hauríem de centrar en explorar maneres de reduir la demanda d'aquests béns per aturar millor el problema de la caça furtiva. De fet, hi ha algunes proves que les intervencions per reduir la demanda dels consumidors poden ser més efectives per combatre la caça furtiva que l'augment continu de la vigilància policial per capturar els caçadors furtius. No obstant això, gairebé cap grup que desplega intervencions que intenten reduir la demanda dels consumidors avalua l'impacte de les seves accions.
Una altra solució per pal·liar la caça furtiva proposada a Tigers of the World era com implementar una estratègia multilateral dirigida a diferents parts per conservar les poblacions de tigres salvatges en general. Aquest enfocament multilateral inclou treballar amb diferents agències per combatre i prevenir la caça furtiva, ja que els sindicats del crim organitzat es beneficien de la caça furtiva i el tràfic de tigres; per tant, cal augmentar la consciència social i implementar més tècniques de protecció i investigació. Per exemple, els grups conservacionistes van conscienciar els guardaboscos i les comunitats locals per comprendre l'impacte de la caça furtiva de tigres, i ho van aconseguir mitjançant publicitat dirigida que impactaria en el públic principal. La publicitat dirigida amb imatges més violentes per mostrar la disparitat entre els tigres a la natura i com a mercaderia va tenir un gran impacte en la població general per combatre la caça furtiva i la indiferència envers aquest problema. L'ús de portaveus com Jackie Chan i altres actors i models asiàtics famosos que van defensar la caça furtiva també va ajudar al moviment de conservació dels tigres.
El juliol de 2019, es van confiscar al Vietnam banyes de rinoceront embolicades en guix que es traficaven des dels Emirats Àrabs Units. Malgrat la prohibició del comerç des de la dècada del 1970, el nivell de caça furtiva de banyes de rinoceront ha augmentat durant l'última dècada, cosa que ha portat la població de rinoceronts a una crisi.
La caça furtiva té moltes causes tant a l'Àfrica com a la Xina. El problema de la caça furtiva no és fàcil de resoldre, ja que els mètodes tradicionals per combatre-la no han tingut en compte els nivells de pobresa que impulsen alguns caçadors furtius ni els lucratius beneficis obtinguts pels sindicats del crim organitzat que es dediquen al tràfic il·legal de fauna salvatge. Els conservacionistes esperen que el nou enfocament multilateral emergent, que inclouria el públic, els grups conservacionistes i la policia, tingui èxit per al futur d'aquests animals.

## Estats Units
Alguns guardaboscos han fet ús d'animals esquer robòtics col·locats en zones d'alta visibilitat per atreure els caçadors furtius i arrestar-los després que els cacessin. Les forces de l'ordre també utilitzen esquers amb robòtica per imitar moviments naturals. El sistema de radar Marine Monitor vigila les zones marines sensibles per detectar el moviment il·lícit de vaixells.